# A Seychelle-szigetek az 1980. évi nyári olimpiai játékokon
A Seychelle-szigetek a szovjetunióbeli Moszkvában megrendezett 1980. évi nyári olimpiai játékok egyik részt vevő nemzete volt. Az országot az olimpián 2 sportágban 11 sportoló képviselte, akik érmet nem szereztek. A Seychelle-szigetek első alkalommal vett részt az olimpiai játékokon.

## Atlétika
Férfi
| Versenyző                                                    | Versenyszám     | Előfutam | Előfutam | Előfutam | Negyeddöntő | Negyeddöntő | Negyeddöntő | Elődöntő | Elődöntő | Elődöntő | Döntő         | Döntő         |
| Versenyző                                                    | Versenyszám     | Idő      | Hely.    | Össz.    | Idő         | Hely.       | Össz.       | Idő      | Hely.    | Össz.    | Idő           | Helyezés      |
| ------------------------------------------------------------ | --------------- | -------- | -------- | -------- | ----------- | ----------- | ----------- | -------- | -------- | -------- | ------------- | ------------- |
| Marc Larose                                                  | 100 m           | 11,27    | 7.       | 58.      | kiesett     | kiesett     | kiesett     | kiesett  | kiesett  | kiesett  | kiesett       | kiesett       |
| Casimir Pereira                                              | 200 m           | 22,59    | 7.       | 48.      | kiesett     | kiesett     | kiesett     | kiesett  | kiesett  | kiesett  | kiesett       | kiesett       |
| Régis Tranquille                                             | 400 m           | 49,34    | 5.       | 39.      | kiesett     | kiesett     | kiesett     | kiesett  | kiesett  | kiesett  | kiesett       | kiesett       |
| Antonio Gopal                                                | 110 m gát       | 16,36    | 8.       | 22.      |             |             |             | kiesett  | kiesett  | kiesett  | kiesett       | kiesett       |
| Albert Marie                                                 | Maraton         |          |          |          |             |             |             |          |          |          | nem ért célba | nem ért célba |
| Albert Marie                                                 | 3000 m akadály  | 9:19,62  | 10.      | 29.      |             |             |             | kiesett  | kiesett  | kiesett  | kiesett       | kiesett       |
| Marc Larose Régis Tranquille Casimir Pereira Vincent Confait | 4 × 100 m váltó | 41,71    | 7.       | 14.      |             |             |             |          |          |          | kiesett       | kiesett       |
| Vincent Confait Régis Tranquille Marc Larose Casimir Pereira | 4 × 400 m váltó | 3:19,2   | 7.       | 21.      |             |             |             |          |          |          | kiesett       | kiesett       |

| Versenyző        | Versenyszám | Selejtező | Selejtező | Döntő    | Döntő    |
| Versenyző        | Versenyszám | Eredmény  | Helyezés  | Eredmény | Helyezés |
| ---------------- | ----------- | --------- | --------- | -------- | -------- |
| Arthure Agathine | Hármasugrás | 14,21 m   | 20.       | kiesett  | kiesett  |

Női
| Versenyző           | Versenyszám | Előfutam | Előfutam | Előfutam | Negyeddöntő | Negyeddöntő | Negyeddöntő | Elődöntő | Elődöntő | Elődöntő | Döntő   | Döntő    |
| Versenyző           | Versenyszám | Idő      | Hely.    | Össz.    | Idő         | Hely.       | Össz.       | Idő      | Hely.    | Össz.    | Idő     | Helyezés |
| ------------------- | ----------- | -------- | -------- | -------- | ----------- | ----------- | ----------- | -------- | -------- | -------- | ------- | -------- |
| Bessey de Létourdie | 100 m       | 13,04    | 7.       | 35.      | kiesett     | kiesett     | kiesett     | kiesett  | kiesett  | kiesett  | kiesett | kiesett  |
| Bessey de Létourdie | 200 m       | 26,91    | 6.       | 34.      | kiesett     | kiesett     | kiesett     | kiesett  | kiesett  | kiesett  | kiesett | kiesett  |
| Margaret Morel      | 800 m       | 2:16,94  | 7.       | 24.      |             |             |             | kiesett  | kiesett  | kiesett  | kiesett | kiesett  |
| Margaret Morel      | 1500 m      | 4:37,89  | 13.      | 23.      |             |             |             |          |          |          | kiesett | kiesett  |

## Ökölvívás
| Versenyző      | Versenyszám | Selejtező         | 32-es főtábla             | Nyolcaddöntő                | Negyeddöntő       | Elődöntő          | Döntő             | Helyezés |
| Versenyző      | Versenyszám | Ellenfél Eredmény | Ellenfél Eredmény         | Ellenfél Eredmény           | Ellenfél Eredmény | Ellenfél Eredmény | Ellenfél Eredmény | Helyezés |
| -------------- | ----------- | ----------------- | ------------------------- | --------------------------- | ----------------- | ----------------- | ----------------- | -------- |
| Ramy Zialor    | Pehelysúly  | erőnyerő          | Leoul Neeraio (ETH) · 2:3 | kiesett                     | kiesett           | kiesett           | kiesett           | 17.      |
| Michael Pillay | Váltósúly   |                   | Ole Svendsen (DEN) · 4:1  | Mehmet Bogujevci (YUG) · KO | kiesett           | kiesett           | kiesett           | 9.       |

RSC – a mérkőzésvezető megállította a mérkőzést